# Carterica soror
Carterica soror är en skalbaggsart som beskrevs av Belon 1896. Carterica soror ingår i släktet Carterica och familjen långhorningar. Inga underarter finns listade.